# 熊耳武彦
熊耳 武彦（くまがみ たけひこ、1922年2月20日 - 没年不明）は、宮城県出身のプロ野球選手。

## 来歴・人物
宮城県で生まれ育ったが、父親の仕事の関係で台湾に移住。台北州立台北工業学校（現：国立台北科技大学）、コロムビアを経て、1946年にセネタースに入団。捕手だけでなく、一塁手や外野手としても出場した。球団の初公式戦である開幕戦で捕手を務めており、その時に先発バッテリーを組んだのが同じく新人の一言多十。これは、2024年6月18日の細野晴希と進藤勇也までは、チームで唯一の新人同士の先発バッテリー出場だった。
1948年限りで退団。
1950年に創設初年度の大洋ホエールズに入団し、プロ野球復帰。しかし試合出場は果たせず、この年で引退した。
白木義一郎投手が投げた試合で、ピッチャーゴロに終わると、白木は捕手の熊耳にトスしてから熊耳が飯島滋弥一塁手に渡すというトリックプレーを再三行っていたと伝わっている。熊耳の守備のうまさが偲ばれるエピソードである。

## 詳細情報

### 年度別打撃成績
| 年 度     | 球 団                | 試 合 | 打 席 | 打 数 | 得 点 | 安 打 | 二 塁 打 | 三 塁 打 | 本 塁 打 | 塁 打 | 打 点 | 盗 塁 | 盗 塁 死 | 犠 打 | 犠 飛 | 四 球 | 敬 遠 | 死 球 | 三 振 | 併 殺 打 | 打 率 | 出 塁 率 | 長 打 率 | O P S |
| --------- | -------------------- | ----- | ----- | ----- | ----- | ----- | -------- | -------- | -------- | ----- | ----- | ----- | -------- | ----- | ----- | ----- | ----- | ----- | ----- | -------- | ----- | -------- | -------- | ----- |
| 1946      | セネタース 東急 急映 | 100   | 387   | 361   | 32    | 92    | 14       | 10       | 2        | 132   | 39    | 1     | 2        | 4     | --    | 21    | --    | 1     | 26    | --       | .255  | .298     | .366     | .664  |
| 1947      | セネタース 東急 急映 | 77    | 227   | 212   | 16    | 48    | 9        | 2        | 6        | 79    | 27    | 0     | 3        | 2     | --    | 11    | --    | 2     | 21    | --       | .226  | .271     | .373     | .644  |
| 1948      | セネタース 東急 急映 | 11    | 24    | 23    | 0     | 3     | 0        | 0        | 0        | 3     | 1     | 0     | 0        | 1     | --    | 0     | --    | 0     | 1     | --       | .130  | .130     | .130     | .260  |
| 通算：3年 | 通算：3年            | 188   | 638   | 596   | 48    | 143   | 23       | 12       | 8        | 214   | 67    | 1     | 5        | 7     | --    | 32    | --    | 3     | 48    | --       | .240  | .282     | .359     | .641  |

### 背番号
- 2 （1946年 - 1948年）
- 23 （1950年）